# Nahum Tate
Pour les articles homonymes, voir Tate.
Nahum Tate (1652-1715) est un poète anglo-irlandais, qui devient poète lauréat en 1692.

## Vie
Né à Dublin en 1652, Nahum Tate est le fils de Faithful Teate, un ecclésiastique irlandais, qui a écrit un poème pittoresque sur la Trinité intitulé Ter Tria. Il est diplômé du Trinity College de Dublin en 1672, et part en 1676 pour Londres, où il écrit pour vivre. Les années suivantes, il adopte le pseudonyme « Tate », qu'il conserve jusqu'à sa mort, en 1715, à Southwark, Londres, Angleterre.

## Œuvres
Tate publie un volume de poèmes à Londres en 1677 et devient un écrivain régulier pour la scène. Brutus d'Albe, ou Les Amoureux enchantés (1678), une tragédie parlant de Didon et Énée, et Le loyal Général (1680), pièces suivies d'une série d'adaptations de drames élisabethains.
Nahum Tate est aussi l'auteur du livret de Didon et Énée, opéra de Henry Purcell.
Dans Richard II, pièce de William Shakespeare, il modifie les noms des personnages et change le texte, de sorte que chaque scène, pour employer ses propres mots, est « plein[e] de respect de la Majesté et de la dignité des cours »; mais, malgré ces précautions, L'Usurpateur sicilien (1681), comme il appelle sa réécriture, est retiré à la troisième représentation à cause d'une possible interprétation politique.
Son Roi Lear (1687) finit de façon heureuse avec un mariage entre Cordelia et Edgar ; et Coriolan devient L'Ingratitude du Commonwealth (1682). De John Fletcher, il adapte The Island Princess (1687); de Eastward Ho, de Chapman et Marston, il fait the Cuckold's Haven (1685); en 1707, il réécrit Diable blanc de John Webster; et Duke and no Duke est imité de Trappolin suppos'd a Prince de Sir Aston Cockayne (1685).
Le nom de Tate est principalement lié à ces versions mutilées de pièces d'autres auteurs et à la fameuse Nouvelle Version des Psaumes de David (1696), pour laquelle il collabore avec Nicholas Brady. Un supplément est autorisé en 1703. Certains de ses hymnes, notamment While Shepherds watched et As pants the hart, l'élèvent au-dessus de la médiocrité générale et seraient l'œuvre de Tate.
Tate a écrit le livret de plusieurs hymnes, dont le plus célèbre est le Chant de Noël « Chanson des Anges à la Nativité de notre Sauveur béni », plus illustre par son ouverture « Tandis que les bergers surveillaient leurs troupeaux ». Tate écrit le livret de l'opéra Didon et Énée d'Henry Purcell en 1689. Il écrit également le texte de l'ode de Purcell Come ye Sons of Art en 1694. En 1682, Tate collabore avec John Dryden pour compléter la seconde partie de son poème épique Absalom and Achitophel.
Tate traduit également Syphilis sive Morbus Gallicus, poème pastoral en latin de Girolamo Fracastoro traitant de l'épidémie de syphilis en couplets héroïques anglais.
Tate est nommé poète lauréat en 1692. Ses poèmes ont été vivement critiqués par Alexander Pope dans La Dunciade.
De tous ses poèmes, le plus original est Panacée, un poème sur le thé (1700). Malgré son torysme, il succède à Thomas Shadwell comme poète lauréat en 1692. Il meurt dans l'enceinte de la Monnaie, à Southwark, où il s'était réfugié pour échapper à ses créanciers, en 1715.